# Törpe vízimoly
A törpe vízimoly (Elophia nivosa avagy Acentria nivosa) a valódi lepkék közül a fényiloncafélék (Pyralidae) családjában a vízimolyok (Acentropinae) alcsaládjába tartozó lepkefaj.

## Elterjedése, élőhelye
Ez az európai faj Magyarország a lápos-mocsaras területein is előfordul.

## Megjelenése
Szaggatott szélű, fehér szárnyait belül apró, barnás pontocskák díszítik. A nőstény repülésre képtelen, csonka szárnyai kicsi evezőlemezekké fejlődtek vissza, lábait úszószőrök borítják. Szárnyának fesztávolsága 10–12 mm.

## Életmódja
A nőstény egész életében a vízben tartózkodik. Csak a párzás idejére dugja ki potroha végét a vízből, hogy a hím megtermékenyíthesse. Petéit a vízinövények szárára rakja, ahol a kikelő kis hernyók mély járatokat rágnak azok belsejébe. A víz alatt is bábozódnak úgy, hogy gubójukat növényi rostokkal a növény szárához erősítik.

## Külső hivatkozások
- Bartha Tibor: Lepkék bölcsői